# Zimbrustadion
Het Zimbrustadion (Roemeens: Stadionul Zimbru) is een multifunctioneel stadion in de Moldavische hoofdstad Chisinau. Het is de thuishaven van zowel voetbalclub FC Zimbru Chisinau als het Moldavisch nationaal elftal. Het stadion werd in 2006 geopend en verving het Stadionul Republican als thuisbasis van FC Zimbru en het nationaal elftal.

## Interlands
| 1                             | 16 augustus 2006  | Moldavië – Litouwen              | 3 – 2 | Vriendschappelijk    |
| 2                             | 2 september 2006  | Moldavië – Griekenland           | 0 – 1 | EK 2008 kwalificatie |
| 3                             | 7 oktober 2006    | Moldavië – Bosnië en Herzegovina | 2 – 2 | EK 2008 kwalificatie |
| 4                             | 24 maart 2007     | Moldavië – Malta                 | 1 – 1 | EK 2008 kwalificatie |
| 5                             | 8 september 2007  | Moldavië – Noorwegen             | 0 – 1 | EK 2008 kwalificatie |
| 6                             | 13 oktober 2007   | Moldavië – Turkije               | 1 – 1 | EK 2008 kwalificatie |
| 7                             | 17 november 2007  | Moldavië – Hongarije             | 3 – 0 | EK 2008 kwalificatie |
| 8                             | 19 september 2008 | Moldavië – Israël                | 1 – 2 | WK 2010 kwalificatie |
| 9                             | 28 maart 2009     | Moldavië – Zwitserland           | 0 – 2 | WK 2010 kwalificatie |
| 10                            | 5 september 2009  | Moldavië – Luxemburg             | 0 – 0 | WK 2010 kwalificatie |
| 11                            | 9 september 2009  | Moldavië – Griekenland           | 1 – 1 | WK 2010 kwalificatie |
| 12                            | 11 augustus 2010  | Moldavië – Georgië               | 0 – 0 | Vriendschappelijk    |
| 13                            | 3 september 2010  | Moldavië – Finland               | 2 – 0 | EK 2012 kwalificatie |
| 14                            | 8 oktober 2010    | Moldavië – Nederland             | 0 – 1 | EK 2012 kwalificatie |
| 15                            | 3 juni 2011       | Moldavië – Zweden                | 1 – 4 | EK 2012 kwalificatie |
| 16                            | 6 september 2011  | Moldavië – Hongarije             | 0 – 2 | EK 2012 kwalificatie |
| 17                            | 11 oktober 2011   | Moldavië – San Marino            | 4 – 0 | EK 2012 kwalificatie |
| 18                            | 7 september 2012  | Moldavië – Engeland              | 0 – 5 | WK 2014 kwalificatie |
| 19                            | 12 oktober 2012   | Moldavië – Oekraïne              | 0 – 0 | WK 2014 kwalificatie |
| 20                            | 22 maart 2013     | Moldavië – Montenegro            | 0 – 1 | WK 2014 kwalificatie |
| 21                            | 7 juni 2013       | Moldavië – Polen                 | 1 – 1 | WK 2014 kwalificatie |
| 22                            | 14 augustus 2013  | Moldavië – Andorra               | 1 – 1 | Vriendschappelijk    |
| 23                            | 11 oktober 2013   | Moldavië – San Marino            | 3 – 0 | WK 2014 kwalificatie |
| 24                            | 18 november 2013  | Moldavië – Litouwen              | 1 – 1 | Vriendschappelijk    |
| 25                            | 9 oktober 2014    | Moldavië – Oostenrijk            | 1 – 2 | EK 2016 kwalificatie |
| 26                            | 15 november 2014  | Moldavië – Liechtenstein         | 0 – 1 | EK 2016 kwalificatie |
| 27                            | 27 maart 2015     | Moldavië – Zweden                | 0 – 2 | EK 2016 kwalificatie |
| 28                            | 8 september 2015  | Moldavië – Montenegro            | 0 – 2 | EK 2016 kwalificatie |
| 29                            | 9 oktober 2015    | Moldavië – Rusland               | 1 – 2 | EK 2016 kwalificatie |
| 30                            | 6 oktober 2016    | Moldavië – Servië                | 0 – 3 | WK 2018 kwalificatie |
| 31                            | 9 oktober 2016    | Moldavië – Ierland               | 1 – 3 | WK 2018 kwalificatie |
| 32                            | 11 juni 2017      | Moldavië – Georgië               | 2 – 2 | WK 2018 kwalificatie |
| 33                            | 5 september 2017  | Moldavië – Wales                 | 0 – 2 | WK 2018 kwalificatie |
| 34                            | 9 oktober 2017    | Moldavië – Oostenrijk            | 0 – 1 | WK 2018 kwalificatie |
| 35                            | 11 september 2018 | Moldavië – Wit-Rusland           | 0 – 0 | UEFA Nations League  |
| 36                            | 12 oktober 2018   | Moldavië – San Marino            | 2 – 0 | UEFA Nations League  |
| 37                            | 18 november 2018  | Moldavië – Luxemburg             | 1 – 1 | UEFA Nations League  |
| 38                            | 22 maart 2019     | Moldavië – Frankrijk             | 1 – 4 | EK 2020 kwalificatie |
| 39                            | 8 juni 2019       | Moldavië – Andorra               | 1 – 0 | EK 2020 kwalificatie |
| 40                            | 10 september 2019 | Moldavië – Turkije               | 0 – 4 | EK 2020 kwalificatie |
| 41                            | 14 oktober 2019   | Moldavië – Albanië               | 0 – 4 | EK 2020 kwalificatie |
| 42                            | 17 november 2019  | Moldavië – IJsland               | 1 – 2 | EK 2020 kwalificatie |
| 43                            | 14 oktober 2020   | Moldavië – Slovenië              | 0 – 4 | UEFA Nations League  |
| 44                            | 12 november 2020  | Moldavië – Rusland               | 0 – 0 | Vriendschappelijk    |
| 45                            | 15 november 2020  | Moldavië – Griekenland           | 0 – 2 | UEFA Nations League  |
| 46                            | 25 maart 2021     | Moldavië – Faeröer               | 1 – 1 | WK 2022 kwalificatie |
| 47                            | 31 maart 2021     | Moldavië – Israël                | 1 – 4 | WK 2022 kwalificatie |
| 48                            | 6 juni 2021       | Moldavië – Azerbeidzjan          | 1 – 0 | Vriendschappelijk    |
| 49                            | 1 september 2021  | Moldavië – Oostenrijk            | 0 – 2 | WK 2022 kwalificatie |
| 50                            | 9 oktober 2021    | Moldavië – Denemarken            | 0 – 4 | WK 2022 kwalificatie |
| 51                            | 12 november 2021  | Moldavië – Schotland             | 0 – 2 | WK 2022 kwalificatie |
| 52                            | 24 maart 2022     | Moldavië – Kazachstan            | 1 – 2 | UEFA Nations League  |
| 53                            | 10 juni 2022      | Moldavië – Letland               | 2 – 4 | UEFA Nations League  |
| 54                            | 14 juni 2022      | Moldavië – Andorra               | 2 – 1 | UEFA Nations League  |
| 55                            | 25 september 2022 | Moldavië – Liechtenstein         | 2 – 0 | UEFA Nations League  |
| 56                            | 16 november 2022  | Moldavië – Azerbeidzjan          | 1 – 2 | Vriendschappelijk    |
| 57                            | 20 november 2022  | Moldavië – Roemenië              | 0 – 5 | Vriendschappelijk    |
| 58                            | 24 maart 2023     | Moldavië – Faeröer               | 1 – 1 | EK 2024 kwalificatie |
| 59                            | 27 maart 2023     | Moldavië – Tsjechië              | 0 – 0 | EK 2024 kwalificatie |
| 60                            | 20 juni 2023      | Moldavië – Polen                 | 3 – 2 | EK 2024 kwalificatie |
| 61                            | 17 november 2023  | Moldavië – Albanië               | 1 – 1 | EK 2024 kwalificatie |
| 62                            | 8 juni 2024       | Moldavië – Cyprus                | 3 – 2 | Vriendschappelijk    |
| 63                            | 11 juni 2024      | Moldavië – Oekraïne              | 0 – 4 | Vriendschappelijk    |
| 64                            | 7 september 2024  | Moldavië – Malta                 | 2 – 0 | UEFA Nations League  |
| 65                            | 10 september 2024 | Moldavië – San Marino            | 1 – 0 | Vriendschappelijk    |
| 66                            | 10 oktober 2024   | Moldavië – Andorra               | 2 – 0 | UEFA Nations League  |
| Bijgewerkt op 2 december 2024 |                   |                                  |       |                      |